# Бой при Брилях
Бой при Брилях – бой на реке Березина русского отряда Чаплица армии Чичагова с французским корпусом Удино у местечка Брили 26 ноября 1812 года. Сражение было одним из серии боестолкновений русских частей  при Березине с отступающей за пределы Российской империи армией Наполеона. В этом бою отряд Чаплица уступил противнику и отступил к Стахову.  Дело при Брилях «было весьма важно для Наполеона, так как обеспечило его спасение, открыв ему дорогу на Зембин». 

## Предыстория
20 ноября 1812 года остатки Великой армии выступили из Орши к Борисову. Наполеон намеревался переправиться через Березину у Борисова и далее следовать на Минск. Пробившись к Минску, он «вошёл бы в соприкосновение с войсками корпуса Шварценберга». 22 ноября в местечке Толочин Наполеон получил донесение о занятии Борисова войсками армии Чичагова. Положение Наполеона «стало отчаянным». С севера его войска у Холопеничей теснил Витгенштейн, с востока — Главная армия Кутузова, с юга — армия Чичагова. Расположение русских  войск не позволяло Наполеону повернуть ни в сторону  Черея и далее на  Вильно, ни в сторону Минска. Учитывая обстановку, Наполеон приказал Удино немедленно занять Борисов и приступить к устройству нескольких переправ через Березину. 23 ноября войска Удино заняли город Борисов. К вечеру 24 ноября Главная квартира французской армии разместилась в  селении Лошница.
Чичагов после неудачного боестолкновения с авангардом корпуса Удино восстановил порядок в армии, основная масса которой сосредоточилась у Борисовского  тет-де-пона.  Отряду  Чаплица  было предписано идти к местечку Брили, занять Зембин и «расположить сильные наблюдательные посты вверх по течению» Березины относительно Борисова. С той же целью граф Орурк был направлен вниз по течению Березины к местечку Уша.  
Между тем, Наполеон готовился переправиться через Березину среди окружавших со всех сторон русских войск». Занятие войсками Удино Борисова давало надежду, что к вечеру 25 ноября будут устроены переправы через Березину.  Однако, неудача Чичагова мало что изменила: прибывший вечером 24 ноября от Удино к Наполеону офицер для поручений  Мортемар доложил, что армия Чичагова оказалась намного сильнее, чем ожидалось и устроить переправы через Березину у Борисова будет сложно. Из данного «тяжелого положения» Наполеона вывело внезапное обстоятельство: командир кавалерийской дивизии Корбино открыл брод около Студёнки. Наполеон тотчас принял решение идти на Борисов и переправиться через Березину выше Борисова. Для введения в заблуждение Чичагова были устроены «демонстрации переправ на нескольких пунктах ниже Борисова». Удино было приказано выступить в сторону Студёнки. Маршалу Виктору – прикрыть движение Удино от войск графа Витгенштейна.
Ранее полученные извещения от Кутузова «о возможном движении Наполеона к селению Игумен» и донесения от полковника Кнорринга коменданта Минска «о появлении в Несвиже и Новом Свереже передовых отрядов корпуса Шварценберга» и польского отряда у местечка Свилочь утвердили Чичагова во мнении о намерении Наполеона переправиться через Березину ниже Борисова.  С целью преграждения пути Наполеону через Игумен на Минск, графу Орурку было предписано направиться к местечку Нижнее Березино, генералу Чичагову с отрядом  — к  Борисовскому тет-де-пону. Графу  Ланжерону с отрядом в 5 000 чел. оставаться у Борисовского тет-де-пона. 25 ноября по полудню сам Чичагов с 16 000 чел. резерва выступил от Борисова вниз по течению Березины. 
В тот самый день, когда Чичагов выступил вниз по правому берегу Березины к Шабашевичам, Удино, со 2-м корпусом и отрядом Домбровского (всего 7 000 чел.) двинулся в сумерках от Борисова вверх по левому берегу Березины к Студенке. Таким образом, войска Наполеона и Чичагова направились одновременно в противоположные стороны

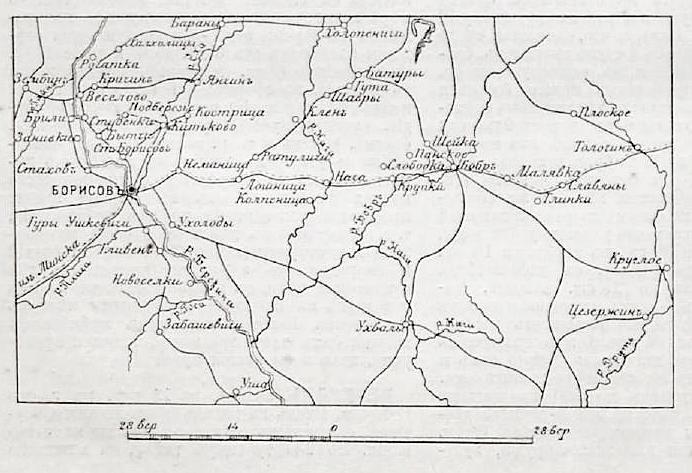
Верхнее и нижнее течение Березины относительно Борисова

Отряд Чаплица весь день 25 ноября занимал позицию у местечка Брили. Вечером того же дня дозор под командованием Мельникова взял в плен нескольких французов и местного жителя. По их показаниям неприятель готовился устроить два моста  у Брили, либо у Веселова.  Утром 26 ноября, несмотря на полученные сведения, Чаплиц отступил к Стахову. На позиции у местечка Брили остался полковник Корнилов   с небольшой частью отряда Чаплица.  Выше по течению реки были оставлены лишь казачьи посты.

## Диспозиция сторон перед боем
К вечеру 25 ноября  2-й корпус Удино с отрядом Домбровского двинулся  к Студёнке.  Прочие корпуса главных сил Наполеона, которые располагались на Борисовских высотах между местечком Неманица и Борисовым, потянулись к Студёнке один за другим. Корпус Виктора располагался у местечка Ратуличи и  прикрывал движение французских войск.  
В ночь с 25 на 26 ноября Чичагов прибыл к Шабашевичам. 26 ноября отряд Чаплица прибыл к Борисовскому тет-де-пону. Армия графа Витгенштейна подошла к местечку Барань. Авангард армии под командованием  Альбрехта прибыл к местечку Янчин. Отряд Платова прибыл к речке Начи. Главная армия Кутузова прибыла к местечку Копыс. Авангард армии под командованием Милорадовича прибыл к местечку Толочин. 

## Ход боя
Утром 26 ноября Наполеон прибыл к Студёнке.  Местность для переправы войск была удобна: высоты левого берега господствовали над правым. От местечка Брили шла дорога на Зембин и Молодечно и далее на Вильно. Для прикрытия постройки мостов Наполеон приказал: на высотах у Студёнки разместить 40 тяжелых орудий корпуса Удино, эскадрону Корбино вплавь переправиться на  правый берег, а также  на двух плотах 400 егерям из отряда Домбровского.  У переправы Наполеону удалось собрать всего 14 000 чел. боеспособных войск. 
Отряд Корнилова с ротой конной батареи с легкими орудиями занимал позицию на опушке леса, который близко подходил к правому берегу Березины против южной окраины Студёнки. Корнилов пытался пресечь форсирование противником Березины. Однако, сильный огонь из 40 тяжелых орудий  заставил слабый русский отряд отступить в лес.  Чаплиц, находясь у Борисова и  получив донесение о боестолкновении,  решил тотчас возвратиться к Брилям.  
В час по полудню 26 ноября благодаря самоотверженному труду французских понтонер был готов правый мост через Березину. Наполеон приказал Удино немедленно переправиться с корпусом ( около 7 000 чел.) на правый берег и атаковать русских, вытеснить последних из леса и обеспечить переправу остальным войскам. Отряд Корнилова храбро сдерживал натиск превосходящих сил противника.  Однако, фланговый огонь с высот левого берега и постоянное усиление французов вынудило Корнилова приступить к медленному отходу к Стахову.  На полпути от Брилей к Стахову  Корнилов   встретил,  идущие на помощь войска Чаплица. Совместными усилиями русским войскам удалось остановить наступление противника, но попытки оттеснить его назад не имели успеха. Отряд Чаплица отступил к Стахову.  Неприятель получил возможность беспрепятственно продолжить переправу войск через Березину. К 4 часам по полудню был построен левый мост  более прочный для переброски тяжелых обозов и артиллерии. К Стахову от Зембина поспешно отступил отряд казаков, которые не успели  уничтожить мост и гати через болота реки Гайны .  Таким образом, путь Наполеону на Зембин и далее на Вильно был открыт.

## Результаты
На рассвете 27 ноября к Студёнке прибыл корпус Виктора за исключением дивизии Партуно, оставленной в арьергарде у Борисова. Весь день 27 ноября «никто не хотел начинать дело: мы (отряд Чаплица) были для этого слишком слабы, хотя ночью подошли полки из Борисова, а французы спешили переправиться и потому довольны были, что их не беспокоят».  В час по полудню 27 ноября Старая гвардия и сам Наполеон переправились через Березину. Граф Витгенштейн утром 27 ноября находился у Кострицы, а его авангард под командованием генерала Властова ( 5 000 чел.) у местечка Житьково  (примерно в 12 км. от Студёнки). Он знал, что идет переправа неприятельских войск у Студёнки. Однако, Витгенштейн не решился атаковать Наполеона. Он приказал Властову идти на Старый Борисов (примерно в 10 км. от Студёнки) и попытаться отрезать французские войска, которые следовали из Борисова к Студёнке. 
Наполеон был обязан спасением единственно влиянию прежних побед своих, заставившему его противников действовать слишком осторожно и упустить случай нанести ему совершенное поражение